# 요보이
요보이(2002년 10월 14일 ~)는 대한민국의 가수다. 2020년 싱글 [100 Flows]로 데뷔했다.

## 방송
- 고등래퍼 4 (2021) - Top14(13위)
- 쇼미더머니 10 (2021) - Top132
- 드랍더비트 (2022)
- 쇼미더머니 11 (2022)